# Littorinidae
Famille
Synonymes
- famille Lacunidae

Les Littorinidae sont une famille de mollusques de la classe des gastéropodes et de l'ordre des Littorinimorpha. Cette famille contient notamment les bigorneaux. 

## Synonymes
- incl. J. E. Gray, 1840[1]
- Lacunidae Gray, 1857[2]
- famille Lacunidae[1]

## Liste des genres
- Sous-famille Lacuninae Gray, 1857
  - Bembicium Philippi, 1846

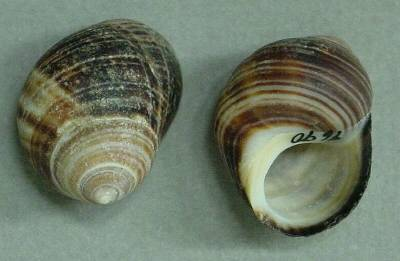
Bigorneaux (Littorina littorea)

  - Cremnoconchus Blanford, 1869[3],[4] - gastéropodes dulcicoles vivant dans les chutes d'eau des Ghats occidentaux en Inde[5].
  - Lacuna Turton, 1827
  - Pellilitorina Pfeffer in Martens & Pfeffer, 1886
  - Risellopsis Kesteven, 1902

- Sous-famille Laevilitorininae Reid, 1989
  - Laevilacunaria Powell, 1951
  - Laevilitorina Pfeiffer in Martens & Pfeffer, 1886

- Sous-famille Littorininae Children, 1834
  - Afrolittorina Williams, Reid & Littlewood, 2003
  - Austrolittorina Rosewater, 1970
  - Cenchritis Martens, 1900
  - Echinolittorina Habe, 1956
  - Granulilittorina Habe & Kosuge, 1966
  - Littoraria Gray, 1833
  - Littorina Férussac, 1822
  - Littorinopsis Mörch, 1876
  - Mainwaringia G. Nevill, 1885
  - Melarhaphe Menke, 1828
  - Nodilittorina Martens, 1897
  - Peasiella G. Nevill, 1885
  - Rufolacuna Ponder, 1976
  - Tectarius Valenciennes, 1832

## Galerie

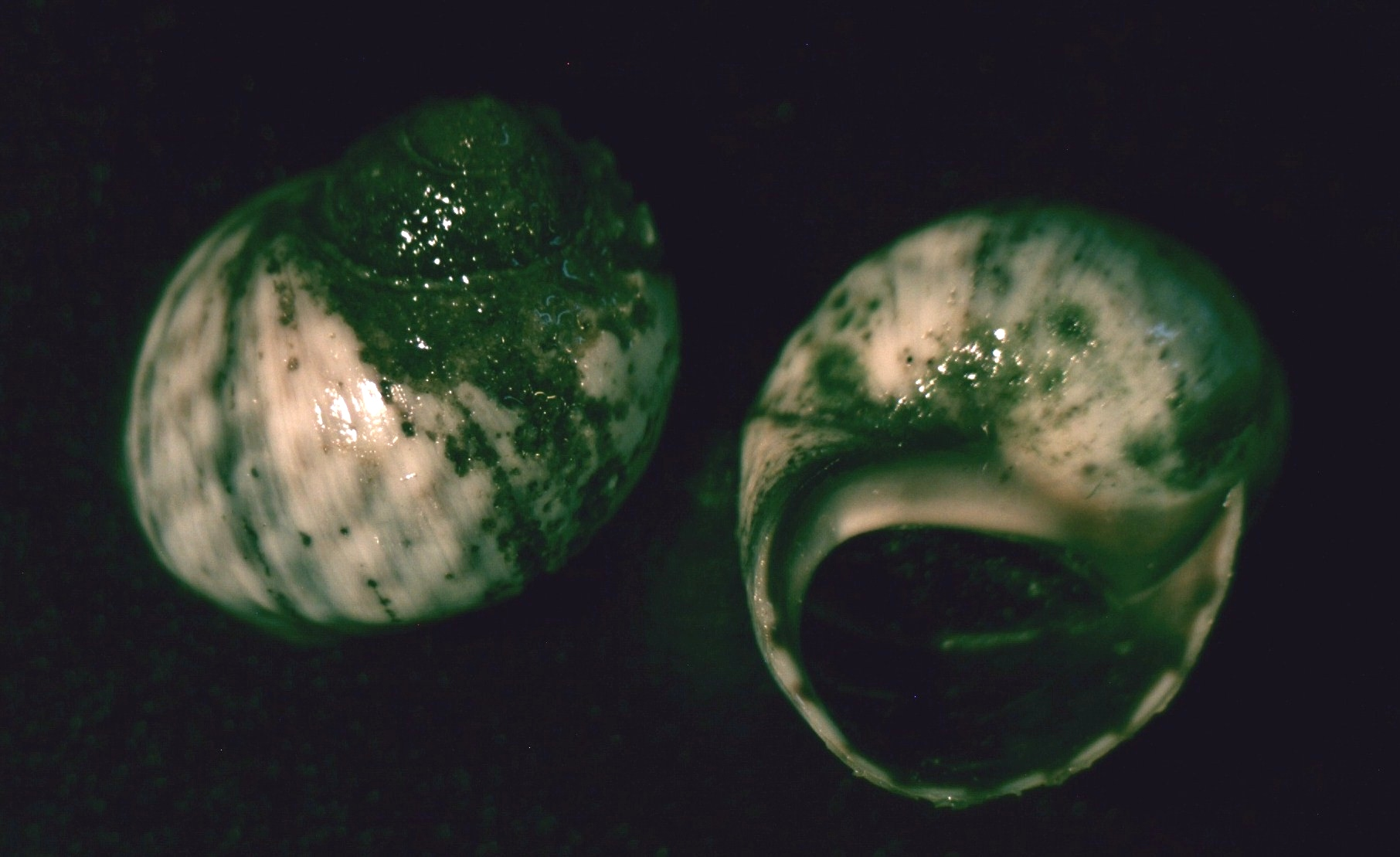
Afrolittorina praetermissa
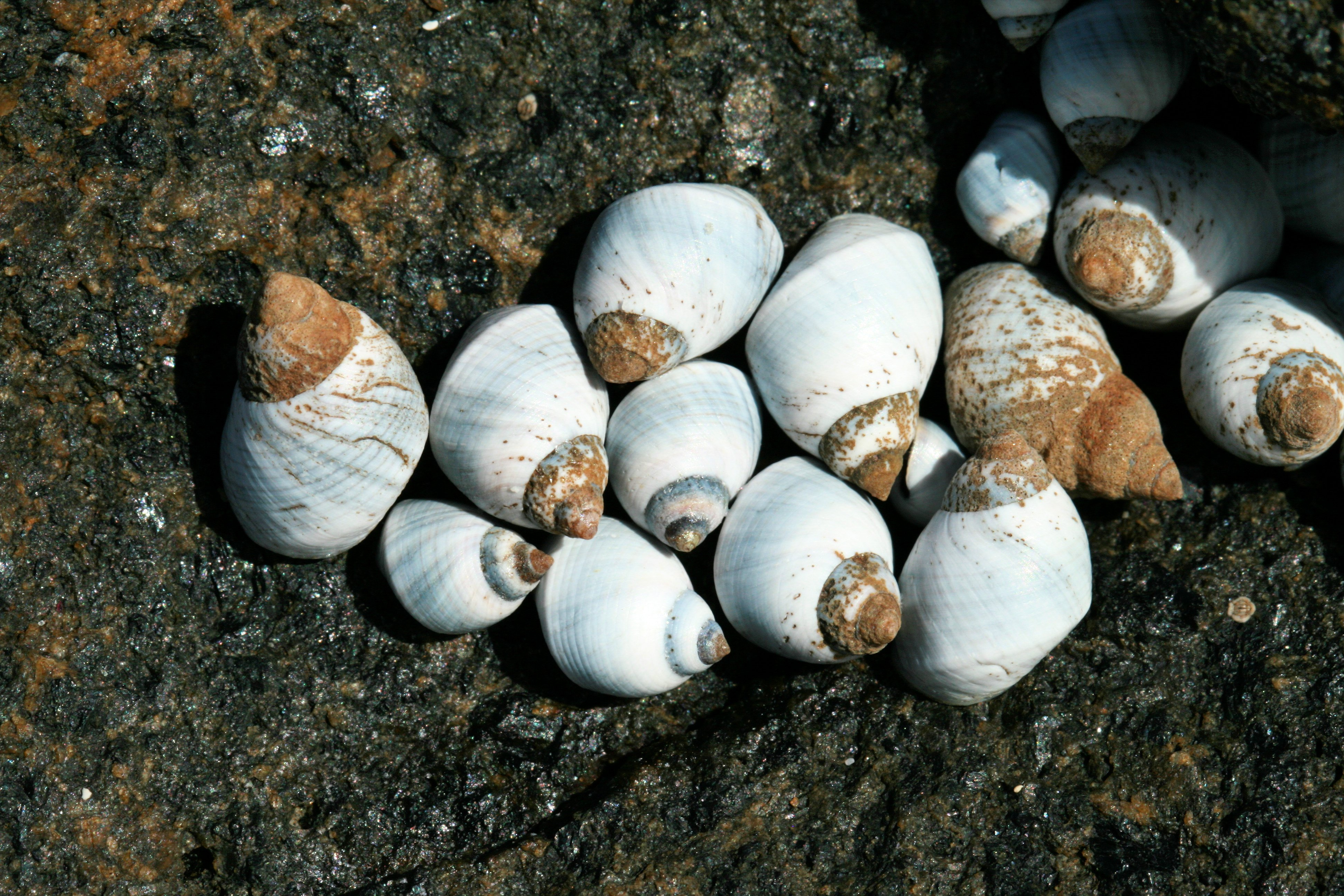
Austrolittorina unifasciata
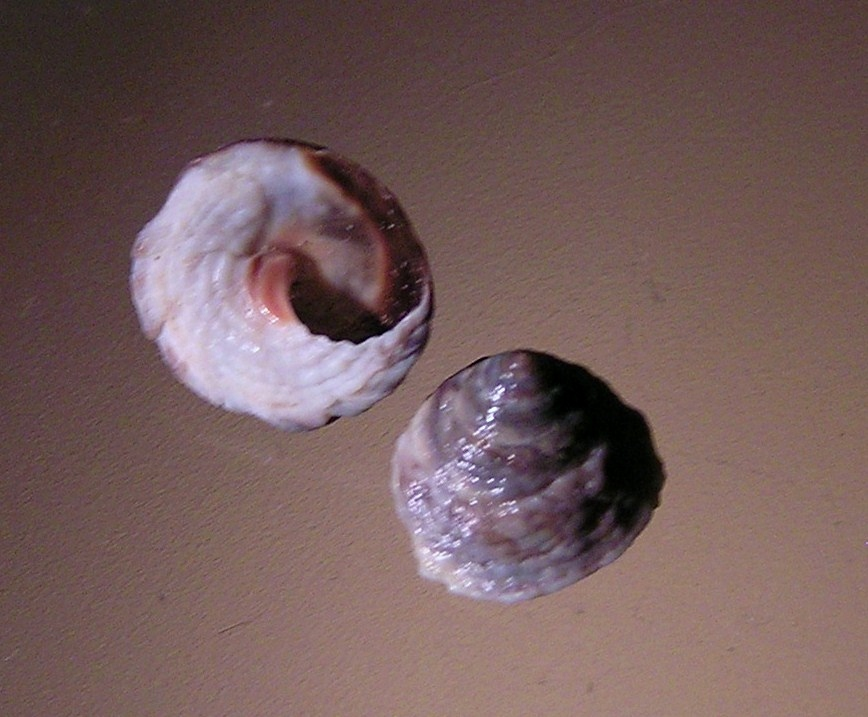
Bembicium nanum
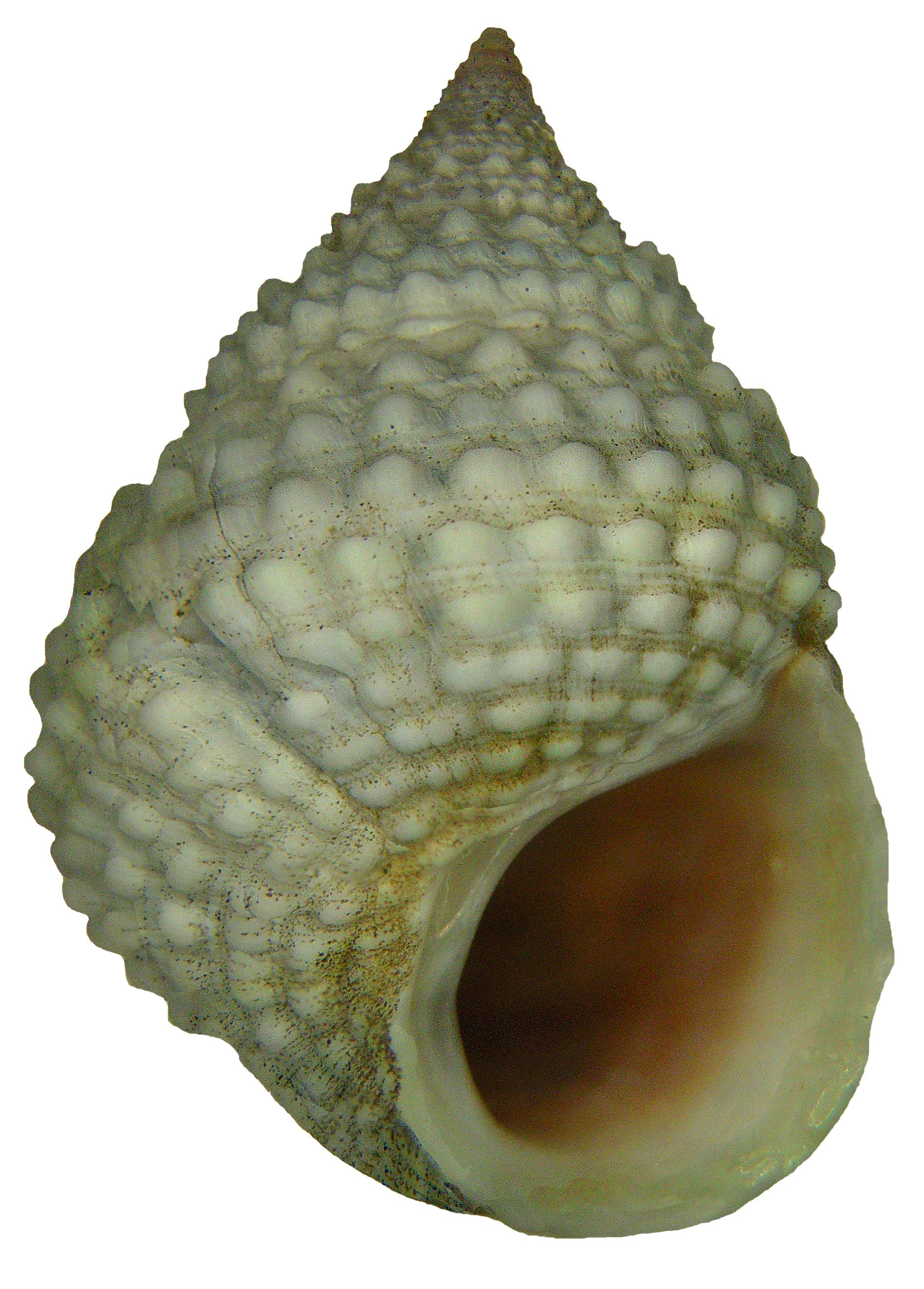
Cenchritis muricatus
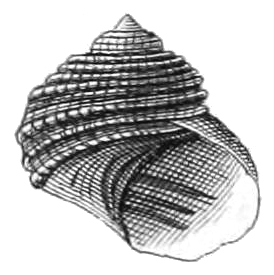
Cremnoconchus syhadrensis
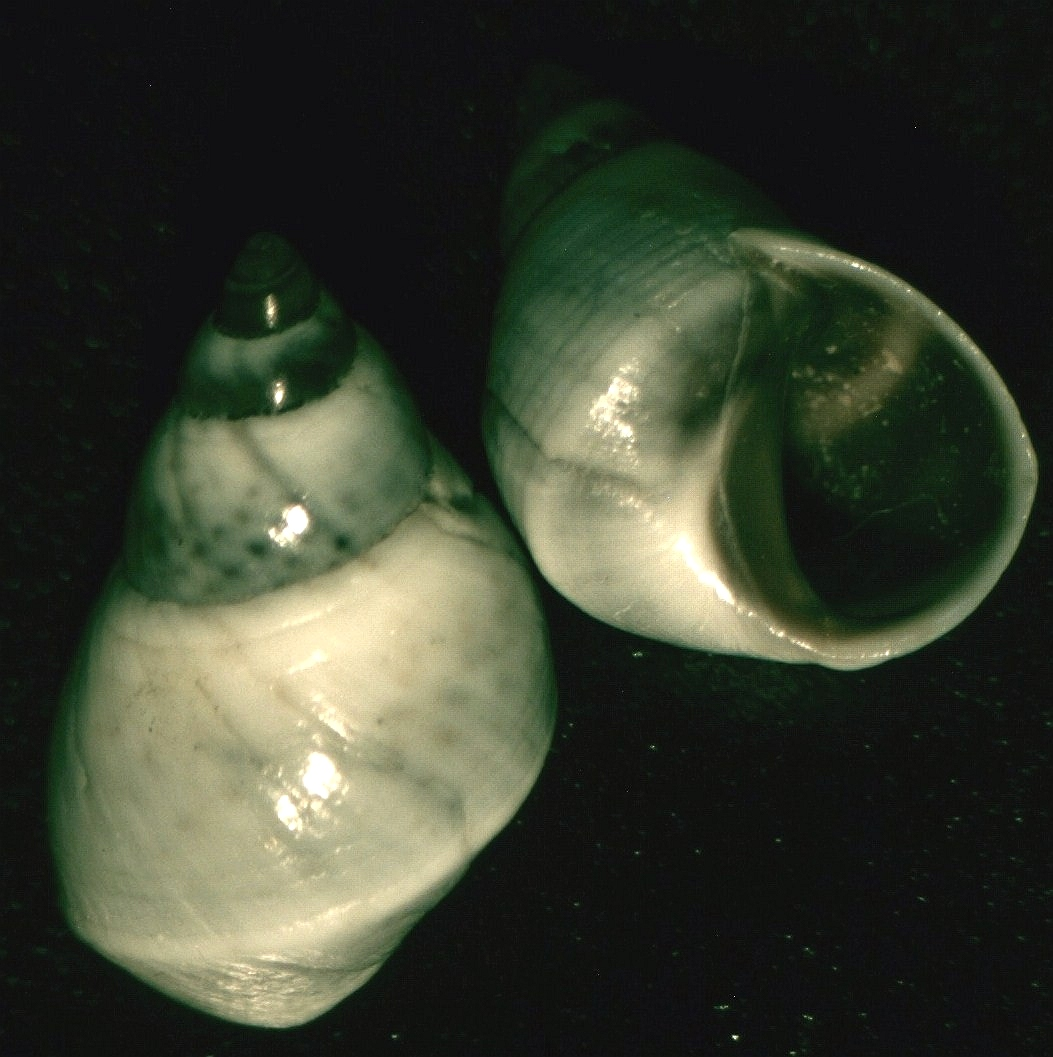
Echinolittorina paytensis
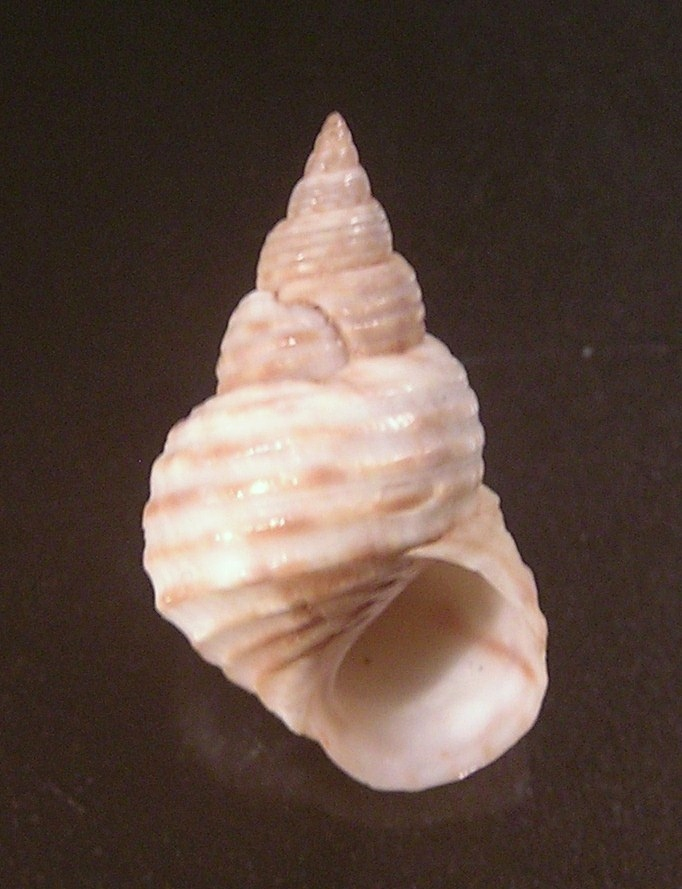
Littoraria cingulata
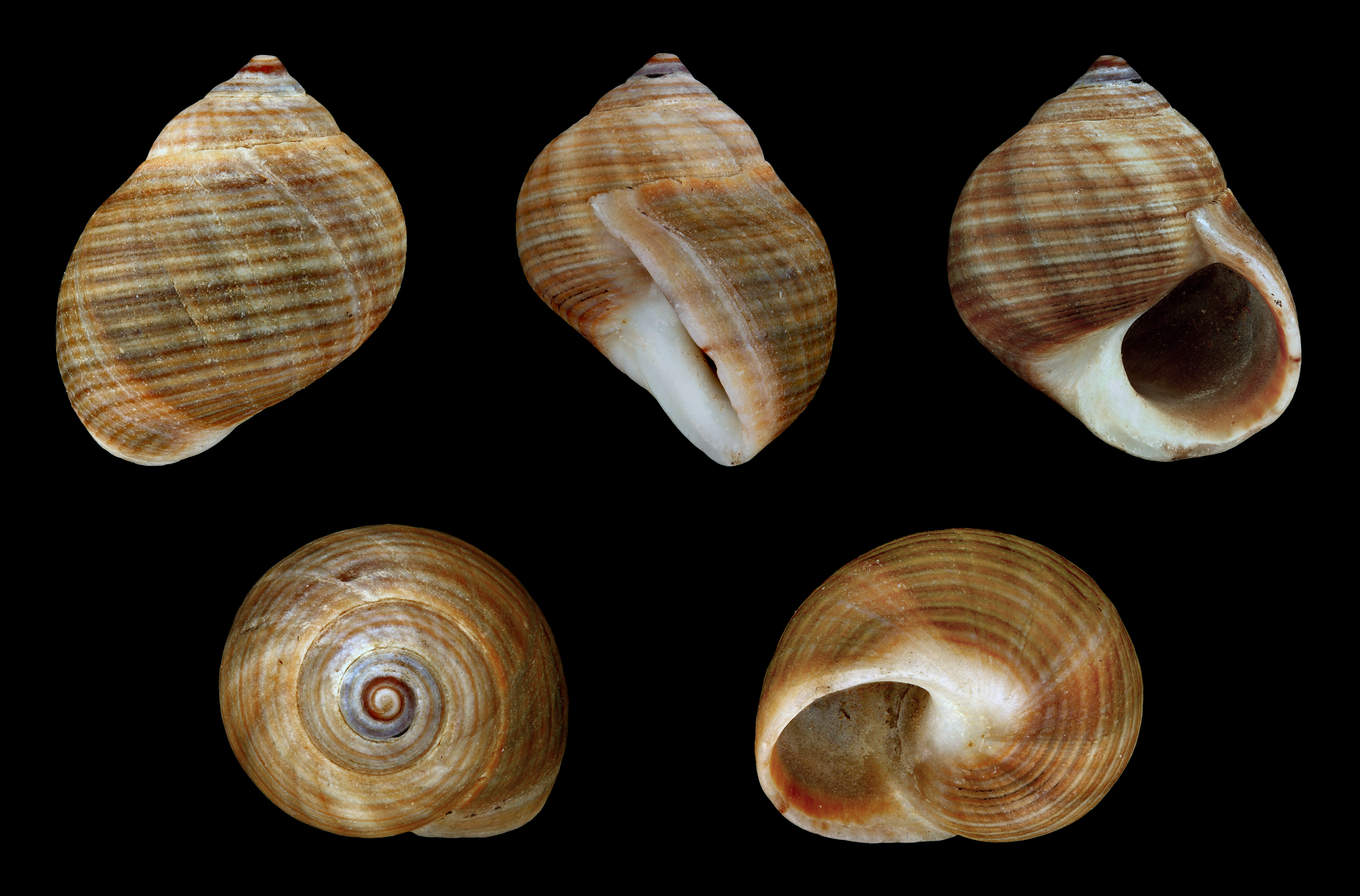
Littorina littorea
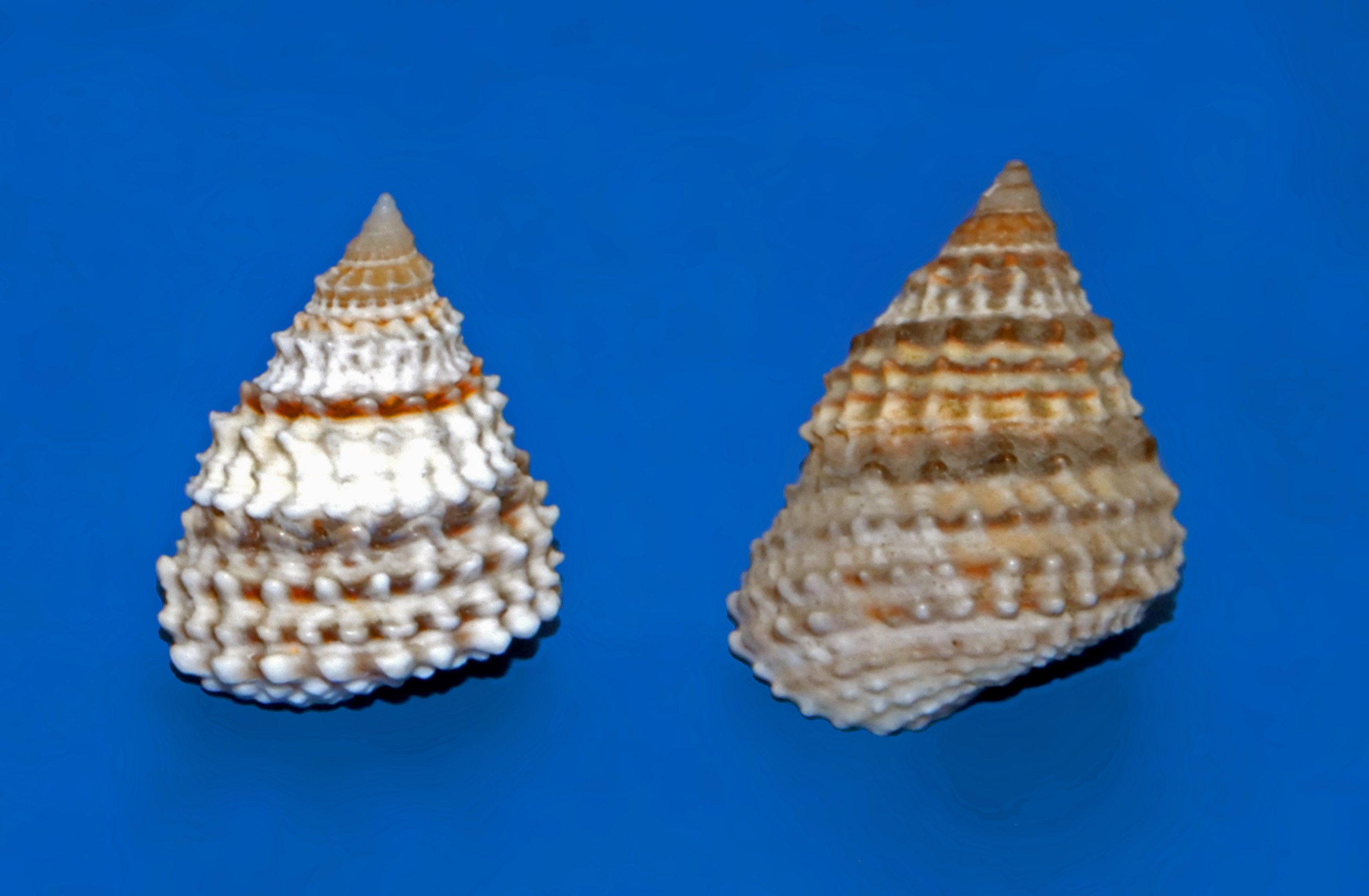
Tectarius coronatus